# هاري دنت
هاري دنت (بالإنجليزية: Harry Dent)‏ هو اقتصادي وكاتب أمريكي، ولد في 1950 في كولومبيا في الولايات المتحدة.